# Plutomurus ortobalaganensis
Espèce
Plutomurus ortobalaganensis est une espèce de collemboles de la famille des Tomoceridae.

## Distribution
Cette espèce est endémique d'Abkhazie en Géorgie. Elle se rencontre dans le gouffre de Krubera-Voronja.
Ce collembole a été trouvé à 1 980 mètres de profondeur,, battant le précédent record de Ongulonychiurus colpus qui vit à 550 mètres de profondeur.

## Description
Plutomurus ortobalaganensis mesure jusqu'à 3,8 mm. Ce collembole est anophtalme.
Il se repère grâce à la chémoréception.

## Découverte
Il a été découvert durant l'été 2010 lors d'une expédition ibéro-russe, par Ana Sofia Reboleira de l'université d'Aveiro et Alberto Sendra du Musée d'histoire naturelle de Valence (es), avec le CAVEX Team.

## Étymologie
Son nom d'espèce, composé de ortobalagan et du suffixe latin -ensis, « qui vit dans, qui habite », lui a été donné en référence au lieu de sa découverte, la vallée d'Ortobalagan où se situe le gouffre de Krubera-Voronja.

## Publication originale
- Jordana, Baquero, Reboleira & Sendra, 2012 : Reviews of the genera Schaefferia Absolon, 1900, Deuteraphorura Absolon, 1901, Plutomurus Yosii, 1956 and the Anurida Laboulbène, 1865 species group without eyes, with the description of four new species of cave springtails (Collembola) from Krubera-Voronya cave, Arabika Massif, Abkhazia. Terrestrial arthropod reviews, vol. 5, no 1, p. 35-85.